# Анхелери, Маркос
Ма́ркос Анхеле́ри (исп. Marcos Alberto Angeleri; родился 7 апреля 1983 в городке Трейнта-де-Агосто, провинция Буэнос-Айрес) — аргентинский футболист, защитник. По итогам опроса на звание лучшего футболиста Южной Америки 2008 года занял 10-е место среди всех игроков континента.

## Биография
Дебютировал в Примере в 2002 году. Выступает на позиции правого вингера (или латераля). В то время, как «Эстудиантесом» руководил Диего Симеоне, Анхелери также выступал и на позиции опорного полузащитника.
Его позиция на фланге позволяет часто подключаться к атакам команды. Высокий уровень игры отмечал и тогдашний тренер сборной Аргентины Диего Марадона. Анхелери длительное время числился среди кандидатов в сборную. Дебют за основу «Альбиселесты» произошёл в начале 2009 года.
В январе 2009 года в прессе ходили многочисленные слухи об отъезде Анхелери в Европу. Наиболее вероятным покупателем назывался миланский «Интернационале». Однако Маркос остался в родном клубе по крайней мере до окончания сезона.
В розыгрыше Кубка Либертадорес 2009 был одним из ключевых игроков в обороне «Эстудиантеса» на протяжении большей части турнира. Однако в июне Анхелери получил серьёзную травму. На его место в оставшихся матчах Кубка был взят в аренду у «Ньюэллс Олд Бойз» Роландо Скьяви. Скьяви достойно отыграл в оставшихся матчах и «Эстудиантес» выиграл свой 4-й Кубок Либертадорес.
Летом 2013 года Маркос перешёл в испанскую «Малагу», подписав контракт с клубом до 2016 года. 17 августа в матче против «Валенсии» Анхелери дебютировал в Ли Лиге.

## Достижения
- Чемпион Аргентины (1): 2006 (Апертура)
- Обладатель Суперкубка Аргентины (1): 2015
- Чемпион Уругвая (2): 2016, 2019 (постфактум)
- Обладатель Суперкубка Уругвая (1): 2019
- Обладатель Кубка Либертадорес (1): 2009
- Финалист Южноамериканского кубка (1): 2008